# Elmer Imes
Elmer Samuel Imes (Memphis (Tennessee), 12 oktober 1883 - Manhattan (New York), 11 september 1941) was een internationaal bekende Amerikaanse natuurkundige. Hij was de tweede zwarte Amerikaan met een Ph.D. in de natuurkunde en de eerste in de 20e eeuw. Imes was een van de eerste bekende zwarte Amerikaanse wetenschappers die belangrijke bijdragen leverden aan de moderne natuurkunde. (Het eerdere werk van anderen werd niet geregistreerd of niet genoemd.) Hij leverde belangrijke bijdragen op het gebied van kwantumfysica. Imes toonde aan dat de kwantumtheorie kon worden toegepast op de rotatie-energietoestanden van moleculen. Het werk van Imes zorgde voor een vroege verificatie van de kwantumtheorie. Zijn werk leidde tot de ontwikkeling van de studie van moleculaire geometrie.
Hij verwierf vier patenten voor instrumenten voor het meten van magnetische en elektrische eigenschappen. Als academicus ontwikkelde en leidde hij de afdeling natuurkunde aan de Fisk University, waar hij van 1930 tot 1941 werkte. Hij zorgde hiermee voor de ontsluiting van studies wetenschap en natuurkunde voor zwarte studenten.

## Leven en carrière
Imes werd geboren als zoon van Elizabeth Wallace en Benjamin A. Imes, die beiden een universitaire opleiding hadden gevolgd aan Oberlin College in Ohio. Benjamin Imes stamde af van vrije mensen van kleur, die zich in de tijd van de Amerikaanse revolutie in zuid-centraal Pennsylvania hadden gevestigd. Elizabeth Imes werd nog geboren in slavernij. Toen ze nog kind was verhuisde haar familie na de Amerikaanse burgeroorlog naar Oberlin. Ze werden missionarissen bij de American Missionary Association en verhuisden naar het zuiden om vrijgelatenen en hun kinderen te dienen.
In 1903 studeerde Imes af aan de Fisk University, een historisch zwarte universiteit, met een bachelordiploma in natuurwetenschappen. Na zijn afstuderen doceerde Imes wiskunde en natuurkunde aan het Georgia Normal and Agricultural Institute (nu Albany State University), een historisch zwarte universiteit in Albany, Georgia. In 1913 keerde Imes terug naar Fisk als instructeur in natuurwetenschappen en wiskunde. Tijdens zijn werkzame tijd aan deze universiteit behaalde hij daar een master.
Hij ging naar de Universiteit van Michigan voor aanvullende studie en behaalde een Ph.D. in de natuurkunde in 1918. Imes was de tweede Afro-Amerikaan die een Ph.D. in de natuurkunde sinds Edward Bouchet in 1876.
Imes had moeite om een baan in de academische wereld te vinden. Niet veel zwarte colleges hadden natuurkundeprogramma's en andere colleges namen hem niet aan. Als gevolg hiervan werd hij na zijn promotie natuurkundig adviseur en onderzoeker. Op 3 mei 1919, nadat hij naar New York was verhuisd om in de industrie te werken, trouwde Imes met Nella Larsen, een Amerikaanse schrijver. Imes en Larsen maakten deel uit van de professionele en culturele klasse in New York, de Harlem Renaissance, met artiesten en intellectuelen zoals Langston Hughes en William Edward Burghardt Du Bois, leden van de zwarte elite. Hij maakte zich hard voor de burgerrechten van zwarte Amerikanen.
In 1927 ging Imes aan de slag als onderzoeksingenieur. Gedurende het decennium waarin Imes als onderzoeksingenieur werkte, resulteerde zijn onderzoek in vier patenten voor instrumenten die werden gebruikt voor het meten van magnetische en elektrische eigenschappen.
In het academisch jaar 1929-1930 keerde Imes terug naar de Fisk University, waar hij de afdeling natuurkunde ontwikkelde en leidde. Veel van zijn studenten promoveerden vervolgens op hoog aangeschreven instituten zoals de Universiteit van Michigan. Bij Fisk ontwikkelde Imes een cursus culturele fysica om studenten over de geschiedenis van de wetenschap te leren. In 1931 werd Imes uitgeroepen tot een van de dertien meest begaafde zwarte Amerikanen. Het huwelijk van Imes en Larsen eindigde in 1933 in echtscheiding nadat een relatie tussen Imes en een witte medewerkster van Fisk was uitgekomen en leidde tot een rel in de schandaalpers.
In 1939 keerde Imes terug naar New York, waar hij onderzoek deed in magnetische materialen aan de afdeling Natuurkunde van de New York-universiteit. Hij stierf op 11 september 1941 in Manhattan (New York) aan keelkanker.

## Internationaal gerenommeerd natuurkundige
Het onderzoek van Imes en zijn proefschrift bij de Universiteit van Michigan leidden tot de publicatie van zijn artikel Measurements on the Near-Infrared Absorption of Some Diatomic Gases in november 1919 in het Astrophysical Journal. Dit werk werd gevolgd door het paper The Fine Structure of the Near Infra-Red Absorption Bands of HCI, HBr, and HF bij de American Physical Society, geschreven en gepresenteerd in november 1919 samen met Harrison M. Randall. Het werd gepubliceerd in de Physical Review in februari 1920. Dit werk toonde voor het eerst aan dat de kwantumtheorie kan worden toegepast op de rotatie-energietoestanden van moleculen, en ook op het niveau van trillingen en elektronen. Imes toonde aan dat de kwantummechanica een breed scala aan microscopische systemen beschrijft, waaronder moleculen. Of een molecuul een bepaalde golflengte van licht absorbeert, hangt samen met de structuur, de mechanica en de rotatie-energie van het molecuul. Net als een atoom absorbeert een molecuul alleen specifieke golflengten van licht, wat betekent dat de energie van het molecuul ook wordt gekwantiseerd. Het werk van Imes zorgde voor een vroege verificatie van de kwantumtheorie. Het paper had een grote invloed op de molecuulfysica. In de twee decennia nadat het werk werd gepubliceerd werd het intensief geciteerd in onderzoekspapers en reviews over de rotatie-vibratiespectra van diatomische moleculen. De uitkomsten en methoden van zijn werk en zijn precisiespectrum van moleculen werden opgenomen in de standaardhandboeken over moderne natuurkunde.
Het werk van Imes was een van de eerste toepassingen van infraroodspectroscopie met hoge resolutie en leverde de eerste gedetailleerde spectra van moleculen op. Dit leidde tot de ontwikkeling van het vakgebied van de moleculaire structuur door middel van infraroodspectroscopie.

## Publicaties
- (en) Imes, Elmer Samuel  (november 1919). Measurements on the Near-Infrared Absorption of Some Diatomic Gases. Gearchiveerd op 11 maart 2023. Astrophysical Journal  50: 251-276. DOI:10.1086/142504.
- (en) Imes, Elmer Samuel, Randall, Harrison M.  (februari 1920). The Fine Structure of the Near Infra-Red Absorption Bands of HCI, HBr, and HF. Physical Review